# ダイナマイトどんどん
『ダイナマイトどんどん』は、1978年に大映で製作され、東映が配給した日本映画。143分、カラー、ビスタサイズ。
タイトルは、主人公菅原文太が率いる岡源ダイナマイツの掛け声（「ダイナマイトー！」「どんどーん！」）より。

## ストーリー
舞台は昭和25年。終戦直後、米軍占領下の北九州・小倉。エスカレートする岡源組と橋伝組のヤクザ抗争を解決するため、警察署長の提案で抗争に代えてヤクザ対抗野球大会が(平和的に)開かれることになる。主人公、岡源組の加助は、橋伝組の攻撃を頭を使って抑えるが、痺れを切らした橋伝組は、秘密兵器の銀次を登板させる。彼は女がらみで指を詰めさせられヤクザになった投手であり、彼の投げる魔球に一転岡源組は苦戦を強いられる。

## スタッフ
- 製作総指揮：徳間康快
- 監督：岡本喜八
- 製作：俊藤浩滋、武田敦
- 原案：火野葦平『新遊侠伝』
- 脚本：井手雅人、古田求
- 企画：佐藤正大
- 撮影：村井博
- 音楽：佐藤勝
- 美術：竹中和雄
- 録音：田中信行
- 編集：阿良木佳弘
- 照明：今泉千仭
- 助監督：白山一城
- 記録：梶山弘子
- 効果：岩藤龍三
- 製作担当：水野洋介
- 殺陣：宇仁貫三、伊奈貫太
- 現像：東映化学

## キャスト
- 菅原文太：遠賀川の加助
- 宮下順子：お仙
- 北大路欣也：橘銀次
- 嵐寛寿郎：岡谷源蔵
- 金子信雄：橋本伝次郎
- 岸田森：花巻修
- 中谷一郎：香取祐一
- フランキー堺：五味徳右衛門
- 小島秀哉：留吉
- 石橋正次：吹原
- 丹古母鬼馬二：鬼熊
- 福崎和宏：一六
- 下馬二五七：百武
- 鳥巣哲生：牧瀬
- 兼松隆：陣内
- 志賀勝：南里
- 吉中正一：辻
- 田中邦衛：芦刈の作蔵
- 赤穂善計：合田
- 尼子狂児：津上
- 妹尾琢磨：血桜
- 鴨てんし：相馬
- 二瓶正也：犬飼
- 伊吹新太郎：真崎
- 大木正司：猿渡
- 藤岡琢也：岩崎警察署長
- 大前均：中谷巡査部長
- 草野大悟：藤崎
- 長谷川弘：小林部長
- 伊佐山ひろ子：きん子
- 桜町弘子：千代竜
- 小林真美：君春
- 立枝歩：のり子
- 岡本麗：特飲街の女郎
- ケーシー高峰：和田山の繁蔵
- ジャック・デービス：米軍司令官
- 岡部耕太：賭博屋

## 製作

### 企画
豊島師範学校時代に野球に打ち込み、後に高校野球部のコーチまで務めた脚本家の井手雅人が、自身が所属していた新東宝の1951年の映画『新遊侠伝』（火野葦平原作・佐伯清監督）の劇中、やくざが野球の試合に目の色を変えるというプロットだけが心に種を残し、静かに醗酵、1975年頃から岡本喜八のための作品を考えていて、この発想と岡本の演出の特徴が重なり、映画のイメージを膨らませた。このため火野葦平が原案としてクレジットされている。井手にとっては25年越しの企画であった。 
脚本執筆前のプロット段階だった1975年頃、井手が主役にイメージした菅原文太に人を介して会い映画化を交渉。ヤクザが野球に取り組む話で、「指を詰めたヤクザが金田正一でも投げられないような魔球を投げる」といったエピソードを話すと菅原は新しい任侠映画になり得ると「そりゃ面白いから是非、やらせてもらいたい」と快諾し、菅原が東映に企画を持ち込んだが、岡田茂東映社長の知らない間に企画部がこれを流した。

### 脚本
即、映画化はならず、製作が決定しない間に、井手は同郷の監督志望である若い古田求を誘い脚本の共作を始めた。終戦直後に北九州でヤクザ同士が野球をやったというのは実話で、火野葦平はそれをネタに『新遊侠伝』を書いたとされているが、本作の脚本は、やくざが野球の試合で決着を付けるというプロットを拝借しただけで、全体はほぼオリジナル脚本である。古田求は井手から参考にと長谷川伸の戯曲集を渡された。これに様々なやくざの心理や行動のエキスがいっぱい詰まっており、主人公・遠賀川の加助の人物像は、『沓掛時次郎』の時次郎と『雪の渡り鳥』の鯉名の銀平、さらに『関の弥太っぺ』の箱田の森介を参考に造形した。また橘銀次は『暗闇の丑松』を参考に、お仙はひたすら「いい女」、男の郷愁を誘うような女をイメージした。映画の舞台は北九州だが、古田がイメージしたのは、古田の子どもの頃、1950年代の佐賀。古田の実家は割烹料理屋で、祖父は侠客気質があり、子どもの頃にヤクザ同士の刃傷沙汰を見たことがあった。野球の試合もやはり子どもの頃に見た佐賀商業対龍谷高校のイメージ。こうした幼少期の記憶に甦る佐賀の人たちと長谷川伸の作品の登場人物を合わせて人物を造形した。古田が古湯温泉で脚本の第一稿が書き上げたのは発想後から二年経った1977年夏。第一稿を読んだ井手は「長谷川先生、ありがとうございました」とおどけて頭を下げた。

### 製作の決定
第一稿を読んだ菅原が「想像した以上に面白い。是非やろうじゃないか。どこで撮るんだ」という話になり、古田と同じ飲み屋の常連だった大映の佐藤正大が古田からこの話を聞いていて、徳間康快大映社長と武田敦に報告し大映で撮ろうとなった。しかし菅原は東映の専属俳優のため、勝手に大映の映画に出演できない。このため、菅原が当時はフリーのプロデューサーで、一応東映のゼネラルマネージャーという肩書だった俊藤浩滋にプロデューサー担当を頼み、徳間大映社長と岡田茂東映社長とで話し合いが持たれ、大映で製作、東映で配給が決まった。監督の岡本喜八も最初からの構想で、菅原も「かねがね一度機会があれば組んでみたいと思っていた」と賛成した。
1978年7月27日、後楽園ホールで製作発表会見。同所で会見が行われたのは、これに先立ち、朝9時から後楽園球場で東京映画記者会とスタッフ・役者チームが野球の親善試合を行ったためで、北大路欣也の欠場が響き、記者会チームが22対2と圧勝した。会見には、徳間大映社長、岡田東映社長、俊藤プロデューサー、岡本監督、菅原、フランキー堺、金子信雄、宮下順子、小島秀哉らが出席。徳間大映社長は「本作を再スタート大映映画第一弾として製作する」と述べ、「大映の内部整理に一年かかったが、今年からドンドン製作を進める。今はこれだけ野球に人気が集まっているんだから、この映画だって絶対当たる」と強気の発言。これに対して岡田東映社長は「ウチで作るという話もあったが...」と煮え切らない態度。岡本監督は「昔の愚連隊タッチで大真面目な喜劇を作りたい」と静かな闘志を燃やし、菅原は「脚本を読んで傑作だと直感した。健さんと勝負や」とぶち上げた。封切りを高倉健主演の角川映画『野性の証明』と同じ、1978年10月7日にぶつけると発表した。東映は本作『ダイナマイトどんどん』を主力劇場で、『野性の証明』を東映洋画系で公開するため、どちらに転んでも損はしない。

### スポーツ映画
アメリカでは『がんばれ!ベアーズ』や『ロンゲスト・ヤード』『スラップ・ショット』など、スポーツを素材にした映画がたくさん作られ、『ロッキー』のような大ヒット映画も生まれたが、日本では映画黄金期の1960年代までは作られていたスポーツ映画も1977年の『ドカベン』『野球狂の詩』『ボクサー』と全て興行が失敗し、定着しないジャンルと見られていた。スポーツ映画は特に東映の岡田社長が新路線開拓にしたいと1976年に『ラグビー野郎』を製作したが、大コケに終わった。しかし東映はこのスポーツ映画を何とかヒットさせたいという企図があり、1977年に日本で撮影が行われた『がんばれ!ベアーズ 大旋風』（『がんばれ!ベアーズ大旋風 -日本遠征-』）も東映が受注し、菅原の持ち込み企画だった『ボクサー』の製作を決めたのもスポーツ映画をヒットさせて路線化できないかと考えたことが理由の一つだった。
本作も岡本監督自ら「平たく言えば『がんばれ!ベアーズ』のやくざ版、任侠映画の大パロディ映画」、菅原は「これまでのどんな映画ジャンルにもないユニークな作品になる」などと述べ、プレスシートにも「単なるスポーツ映画ではなく、ルールを超えて男の意地をぶっつけ合う面白さは、評判を呼んだ『ロンゲスト・ヤード』『スラップ・ショット』等に比肩される、折りからの野球ブームも、近年まれな大きい期待が集まっている一篇」などとアメリカのスポーツ映画と比較する論調が多かった。当時はまだヤクザ映画のパロディはあまり作られていなかった。

### キャスティング
主役は脚本段階からイメージに浮かべた菅原文太。菅原は「今まで読んだ脚本の中では『仁義なき戦い』や『人斬り与太』にも勝るとも劣らない傑作」と熱を入れた。その他主要キャストは喜八映画の常連と東映任侠映画の面々で固められた。

### 撮影
1978年7月末クランクイン。野球の試合のシーンは夏の後半、多摩川土手で行われた。菅原は野球経験者でなかなかの腕前。当然吹き替えなしで撮影も行われた。

## 製作費
5億円強とするものと、6億円とするものがある。

## 興行・宣伝
1978年の映画興行は『スター・ウォーズ』が予想以上のヒットにはならず、洋画の下半期に強力作品がなかったことから、ナリを潜めていた邦画界の逆襲が期待された。特に10月興行は、本作の他、東映、日本ヘラルド共同配給『野性の証明』、松竹『皇帝のいない八月』（10月7日から『鬼畜』）、東宝『聖職の碑』と全作品を現役、元東映俳優が主演を務めるという珍しい興行争いとなった。菅原は前年の秋に自身が企画して主演した『ボクサー』が配収3億円と同時期公開された角川映画『人間の証明』配収25億円とボロ負けし、一年経ってまた角川と戦うことになり、角川の物量宣伝作戦に背に腹は代えられず。菅原は常々「映画で食えるうちは、テレビの世話になりたくない。もちろんCMはすべて断る。オレは映画俳優だ」と公言していたが、『野性の証明』が書籍も合わせると10億円の宣伝費を使うと聞き、ヘタをするとかすんでしまうという危機感から、何としても『ダイナマイトどんどん』をヒットさせたいと、チオビタ（大鵬薬品工業）のCMにノーギャラで出演した。その代わりにCM中に「ダイナマイトどんどん！」と映画のタイトルを宣伝するという条件を付けた。
菅原は「角川さんだとか、そういう異質な人がね、映画界に殴り込んで来て、その人たちがいままでにない規模で物量を投入しはじめて、今のテレビを主体にした宣伝時代にぴたっとしたもんですから、それなりに成功を収めた。ひとつのプログラムとして映画館に毎週毎週提供していたところへ、異質な形態で入って来た人たちにかき回されて周章狼狽しちゃって、活動屋はみんな右へ倣えしていますね。時代がそうなんだからそれでいいという考えもあるし、しかしやっぱりそれだけじゃ面白くない。映画っていうのは本来、映画館の片隅の暗がりで、青春の憂さの吐けどころといったものが基調にならなければいけないという考え方もある。ボクがそれで来たものだから、今の傾向には多少反発もあるし、ボクはボク流のやり方でそういうものに斬り込んでいくしかない。しんどいですけど。ボクは前売り券が出るような映画には出たくないんですよ。今回も『犬笛』もやむを得ず前売り券を出していますけど、映画というのは長い目で見れば、やっぱりキッチリ作って、もちろんそれなりの宣伝は必要なんですけど、それ以上にお客さんが自分の嗅覚で嗅ぎとって劇場へ観に来て下さるというのが一番まともなんじゃないですかね。だから巨額の宣伝費をかけたり、前売り券を何十万枚も売るなんていうのは、そうそう続かないと思うんです。お客さんも前売り券を買ったから見に行くんじゃなくて、新聞を見るなりして自分の見たい映画をセレクトして見に来てくれるということじゃないと、映画は面白くならないし、ボクはそういうものに流されないでいこうと思っています」などと角川映画を批判した。

## 作品の評価

### 興行成績
期待された邦画秋の大作攻勢は意外に伸び悩み、それぞれの思惑を大きく下廻る結果となった。曲りなりにも成功したといえるのは『野性の証明』だけであったが、これも、前作の『人間の証明』より映画的スケール、知名度は上回ったものの、同じ原作者、同じスタッフによる映画化で観客の食いつきが鈍く、一年以上のパブリシティ、様々な話題作りを積み重ねた結果が予想した30億円をはるかに下回った。『皇帝のいない八月』はプラマイ0。『鬼畜』も作品の評価は上々だったが興行的には成功に至らず、『聖職の碑』は7週間番組を予定していたが急遽5週間で打ち切られた。最も苦しい興行となったのが本作で、配収は4億円強と予想された。これらの理由として映画人口が増えてないため、夏に観客を大量動員すると、その反動で他のシーズンに影響が出るのではと分析された。1978年の大作一本立て興行で大成功したのは『柳生一族の陰謀』（東映）と『女王蜂』（東宝）の二本だけで、無闇な一本立ては映画界にとってプラスの方向に向かっていないという論調も出た。夏に出た『さらば宇宙戦艦ヤマト 愛の戦士たち』と『キタキツネ物語』によって勢いをつけてきた邦画が秋の大作攻勢によって邦・洋の比率を引っくり返すのではないかと期待されたが、最終的に洋画55：邦画45に終わり、逆転には至らなかった。

### 作品評
木崎徹郎は「企画に現代が感じられないという一言に尽きる。いくらいい作品が出来ても、その前段階の企画でセールスポイントを定め、多面的なパブリシティを展開させなければ現代にマッチする映画作りは難しい。『ダイナマイトどんどん』は、企画の段階で興行・宣伝分野を見通せなかった典型例といってしまっては厳しすぎるだろうか。資金面でも背水の陣を敷いて取り組んだだけに、この秋に出た作品の中でもっとも大きな痛手を被った一本だ。『ダイナマイトどんどん』のようにたった一回の失敗によって再起不能あるいは再起するまでに相当な時間がかかるようなケースに陥ってしまうものが来年はもっとたくさん出てくることは想像に難くない」と評した。
山根貞男は「やくざが野球で抗争のカタをつける話、と聞いたときには、かなりげんなりした。アチャラカ仕立ての喜劇を予想したのだ。が、予想は見事にはずれた。『ダイナマイトどんどん』は堂々と痛快な映画だ。どのシーンもどの人物も、ぴちぴちと弾んでいる。欲をいえば、野球シーンが少し長すぎるだろうか。しかしそれとて、練ったアイデアの連発で、決してたるんではいない。東映ヤクザ映画の諸要素をこと細かに転倒させている。この映画が東映ヤクザ映画の圏外で作られたからこそ、あっけらかんと爆笑でもって生み出されたに違いない。東映スターの菅原文太・北大路欣也が狂言回しに過ぎず、そのことに徹しているゆえに魅力的だ。いっぽう、東映ヤクザ映画と無縁な役者が痛快な芝居を見せる。いやそれ以上に、やはりここは岡本喜八の世界だ。任侠も暴力もロマンも時代背景も、すべてゲームと見る視点である。人間のあるがままの姿をそのままゲーム性において見るアナーキーな遊戯精神、といってもいい。その精神が映画の遊戯性をよく発揮させている。それにしても気になるのは、これが大作主義的に作られていることだ。並みの作品においてこの映画ほどの活力を示すことが出来ないのだとしたら、大衆映画の力は衰えているといわねばならない」などと評した。

## 受賞歴
- 第52回キネマ旬報ベスト・テン7位
- 映画芸術1978年度ベストテン6位
- 第20回ブルーリボン賞助演女優賞（宮下順子）

## 逸話
- 同日公開の『野生の証明』に完敗したことから、徳間康快が角川春樹をチンピラ呼ばわりして物議を醸した[28]。

## 同時上映
『ギャンブル一家 チト度が過ぎる』
- 主演：清川虹子 / 監督：臼坂礼次郎

## コミカライズ版
1970年代後期、すがやみつるによる本作のコミカライズ版が、『劇画ザ・タウン』（徳間書店）に連載された。単行本は1978年に全1巻が発行。